# Som om himlen brann
"Som om himlen brann", framfördes av Lizette Pålsson och dansgruppen Bizazz i den svenska Melodifestivalen 1992 där de slutade på 2:a plats efter "I morgon är en annan dag", som Christer Björkman sjöng. Texten författades av Jane Larsson, musiken komponerades av Leif Larsson.
Melodin låg på Svensktoppen i fem veckor under perioden 19 april-17 maj 1992, med fjärdeplats som högsta placering.

### Fotnoter
1. ↑  Svensktoppen - 1992